# 苏尧松
苏尧松（？—？），福建晋江县（今福建晋江市）人，清朝政治人物。同进士出身。

## 生平
明崇禎十五年（1642年）壬午科福建乡试举人，榜名橒。清康熙六年（1667年）丁未科進士。康熙十四年（1675年）任娄县知县。